# Valentin Yumashev
Valentin Borisovich Yumashev (em russo: Валентин Борисович Юмашев; 15 de dezembro de 1957) é um jornalista russo, político e empresário-desenvolvedor, genro do ex-presidente Boris Yeltsin e membro de seu círculo íntimo. Ele tem o posto de serviço civil estadual federal de Conselheiro de Estado Ativo de 1ª classe da Federação Russa.
Ele foi editor-chefe do Ogonyok de 1995 a 1996. Em 1996, foi nomeado conselheiro do presidente Boris Yeltsin para relações públicas. Em março de 1997, Yumashev sucedeu Anatoly Chubais no poderoso cargo de Presidente do Gabinete Executivo Presidencial. Em Dezembro de 1998, foi demitido do cargo. Agora ele trabalha com desenvolvimento imobiliário.

## Biografia
Valentin Yumashev nasceu em 15 de dezembro de 1957 em Perm. Sua família mudou-se para a região de Moscou quando ele tinha dezesseis anos.
Ele entrou na Faculdade de Jornalismo da Universidade Estadual de Moscou, mas não concluiu seus estudos. Em 1976, ele começou a trabalhar como mensageiro no jornal Komsomolskaya Pravda. Um ano depois, Yumashev foi convocado para o exército.
Em 1996, Yumashev foi nomeado conselheiro do presidente para a interação com a mídia de massa. Em 1997-1998, ele atuou como chefe da administração presidencial, sucedendo Anatoly Chubais.
Em 1999, Yumashev terá iniciado a nomeação de Vladimir Putin como primeiro-ministro da Federação Russa. A notícia da renúncia de Yumashev, em abril de 2022, de um cargo não remunerado como conselheiro de Vladimir Putin, tornou-se amplamente conhecida no final de maio de 2022.